# Stockholm Open 2000
Lo Stockholm Open 2000 è stato un torneo di tennis giocato sul cemento indoor. 
È stata la 32ª edizione dello Stockholm Open, che fa parte della categoria International Series nell'ambito dell'ATP Tour 2000. Il torneo si è giocato al Kungliga tennishallen di Stoccolma in Svezia, dal 20 al 26 novembre 2000.

## Campioni

### Singolare
Thomas Johansson ha battuto in finale  Evgenij Kafel'nikov con il punteggio di 6–2, 6–4, 6–4

### Doppio
Mark Knowles /  Daniel Nestor hanno battuto in finale  Petr Pála /  Pavel Vízner con il punteggio di 6–3, 6–2